# 6 Guns
Pour les articles homonymes, voir Six Guns.
Pour plus de détails, voir Fiche technique et Distribution.
6 Guns (en français : 6 armes à feu) est un western américain réalisé par Shane Van Dyke, sorti en 2010.

## Synopsis
Pour se venger des hommes qui ont tué sa famille et l’ont violée, Selina Stevens (Sage Mears) demande l’aide de Frank Allison (Barry Van Dyke), un chasseur de primes, pour lui enseigner l’art de manier le revolver.

## Distribution
- Barry Van Dyke : Frank Allison
- Sage Mears : Selina Stevens
- Greg Evigan : le shérif Barr
- Brian Wimmer : Will Stevens
- Geoff Meed : Lee Horn
- Shane Van Dyke : Chris Beall
- Carey Van Dyke :Joe Beall
- Jason Ellefson : Tommy Kleiber
- Jonathan Nation : Henry
- Erin Marie Hogan : Scarlet
- Tom « snake dancer » Troutman : Snake Dancer